# Limnoria platycauda
Limnoria platycauda är en kräftdjursart som beskrevs av Menzies 1957. Limnoria platycauda ingår i släktet Limnoria och familjen borrgråsuggor. Inga underarter finns listade i Catalogue of Life.